# David Haydn-Jones
David Haydn-Jones (* 24. September 1977 in Kyle, Saskatchewan) ist ein kanadischer Schauspieler, Synchronsprecher und Komiker.

## Leben
Haydn-Jones ist britisch-US-amerikanischer Herkunft. Er wuchs in Calgary in Alberta auf. Mit 15 Jahren verdiente er sich ein kleines Taschengeld durch erste schauspielerische Tätigkeiten. Er studierte Architektur an der McGill University, belegte aber zusätzlich Nebenfächer in Kunst, Literatur und Theater. Aufgrund einer wirtschaftliche Rezession fand er keinen Beruf in der Bauindustrie und arbeitete als Komiker. Gemeinsam mit einem Freund als Komikderduo zog es ihn beruflich bis in die USA. Dort erhielt er nach Teilnahmen an Fernsehsendungen erste Berührungen mit dem Filmschauspiel.
Haydn-Jones debütierte 1990 im Spielfilm Iron Thunder. Ab 1995 folgten mehrere Episodenrollen in verschiedenen Fernsehserien und Nebenrollen in Spielfilmen. Größere Serienrollen übernahm er von 2006 bis 2007 in Rumours in der Rolle des Ben Devlin, von 2011 bis 2012 als Officer Lunford in der Fernsehserie Debra sowie von 2016 bis 2019 in der Doppelrolle des Arthur Ketch / Alexander Ketch in der Fernsehserie Supernatural. 2012 hatte er eine Sprechrolle im Videospiel Medal of Honor: Warfighter. Haydn-Jones wirkte in vielen Filmen mit, die Weihnachten als Themenschwerpunkt hatten.

## Filmografie

### Schauspiel
- 1990: Iron Thunder
- 1995: Comics! (Fernsehserie)
- 1997: Tödlicher Irrtum (Double Take)
- 1997: Wind at My Back (Fernsehserie, Episode 2x05)
- 1998: Melrose Place (Fernsehserie, Episode 7x04)
- 1998: Ein Zwilling kommt selten allein (Two of a Kind) (Fernsehserie, Episode 1x09)
- 1998–1999: SketchCom (Fernsehserie, 3 Episoden)
- 1999: Buffy – Im Bann der Dämonen (Buffy the Vampire Slayer) (Fernsehserie, Episode 3x12)
- 1999: Irgendwie L.A. (It's Like, You Know...) (Fernsehserie, Episode 1x04)
- 1999: Charmed – Zauberhafte Hexen (Charmed) (Fernsehserie, Episode 2x04)
- 2000: Invisible Man – Der Unsichtbare (The Invisible Man) (Fernsehserie, Episode 1x06)
- 2002: Für alle Fälle Amy (Judging Amy) (Fernsehserie, Episode 4x05)
- 2004–2005: King of Queens (The King of Queens) (Fernsehserie, 2 Episoden)
- 2005: Once and Future Asshole (Kurzfilm)
- 2005: Wait Means Never
- 2006: Medium – Nichts bleibt verborgen (Medium) (Fernsehserie, Episode 2x15)
- 2006: Naked Josh (Fernsehserie, Episode 3x03)
- 2006: Der letzte Kuss (The Last Kiss)
- 2006: Ambrose Bierce: Civil War Stories (Fernsehfilm)
- 2006: Fatal Trust (Fernsehfilm)
- 2006–2007: Rumours (Fernsehserie, 16 Episoden)
- 2008: Those Damn Canadians (Fernsehserie, Pilotfolge)
- 2008: Navy CIS (Fernsehserie, Episode 5x11)
- 2008: Summer House (Fernsehfilm)
- 2008: Time Bomb
- 2009: The B Team
- 2011: Taken from Me: Hölle für eine Mutter (Taken from Me: The Tiffany Rubin Story) (Fernsehfilm)
- 2011: Criminal Minds: Team Red (Fernsehserie, Episode 1x09)
- 2011: All Alone
- 2011: Dear Santa – Ein Weihnachtsfest zum Verlieben (Dear Santa) (Fernsehfilm)
- 2011–2012: Debra (Fernsehserie, 9 Episoden)
- 2012: Spyburbia (Fernsehserie, Pilotfolge)
- 2013: White House Down
- 2013: The Toyman Killer (Fernsehfilm)
- 2013: Modern Family (Fernsehserie, Episode 5x02)
- 2014: The Gabby Douglas Story (Fernsehfilm)
- 2014: Mistresses  (Fernsehserie, 2 Episoden)
- 2014: Liebesgrüße aus der Weihnachtsbäckerei (A Cookie Cutter Christmas) (Fernsehfilm)
- 2015: Ein Bräutigam zu viel (Bridal Wave) (Fernsehfilm)
- 2016: Mein Weihnachtstraum (My Christmas Dream) (Fernsehfilm)
- 2016–2019: Supernatural (Fernsehserie, 19 Episoden)
- 2017: A Bramble House Christmas (Fernsehfilm)
- 2018: Taken – Die Zeit ist dein Feind (Taken) (Fernsehserie, Episode 2x09)
- 2019: Love Under the Rainbow (Fernsehfilm)
- 2019: Mama Bear (Kurzfilm)
- 2019: Tables Have Turned – State Farm Commercial (Kurzfilm)
- 2019: The Fiddling Horse
- 2021: Magnum P.I. (Fernsehserie, Episode 3x15)

## Synchronisation
- 2012: Medal of Honor: Warfighter (Videospiel)